# Благоевич, Марина
Марина Благоевич (серб. Marina Blagojević, она же Марина Шиякович-Благоевич, 1958 — 7 июня 2020) — сербский социолог, специалист по гендерным исследованиям и феминистка.

## Биография
Благоевич получила образование в Белградском университете (бакалавр, 1982 г.; магистр, 1989 г.; доктор философии, 1990 г.). В 1990 году вместе с Весной Гойкович, Майей Корац, Анджелкой Милич, Зараной Папич и Линой Вускович Благоевич основала женскую политическую партию Zenska Stranka (ZEST; «Женская партия»). В 1991 году вместе с другими членами группы феминистских активисток «Женщины и общество» Благоевич стала соучредителем и членом первого совета Женского исследовательского центра в Белграде, Югославия. С 1994 по 1998 год она была инициатором и организатором первой феминистской конференции в посткоммунистических странах (организованной Женским учебным центром, Белград); в 1998 году Марина была инициатором и организатором первого Форума общественных организаций в Сербии (организован Фондом Демократического центра).
Она была президентом Социологической ассоциации Сербии, научным консультантом в Институте криминологических и социологических исследований в Белграде, а также директором Исследовательского центра Altera MB по гендерным и этническим вопросам в Будапеште, Венгрия. Благоевич преподавала в Сараевском университете и Центрально-Европейском университете, а в 2014 году она была приглашённым профессором в Университете Граца. Она работала международным экспертом по гендерным вопросам в различных организациях, таких как Европейская комиссия, Европейский парламент, Программа развития Организации Объединённых Наций, структура «ООН-женщины», Sida и Международный фонд сельскохозяйственного развития. Опубликовала более 100 академических и 20 экспертных публикаций.
Она была замужем за Джоном Хьюсоном, профессором спорта и культурных исследований и директором Международного института футбола в Университете Центрального Ланкашира, Великобритания.

## Избранные труды
- 2009, Knowledge production at the semiperiphery: a gender perspective